# Cheleocloeon excisum
Cheleocloeon excisum is een haft uit de familie Baetidae. De wetenschappelijke naam van de soort is voor het eerst geldig gepubliceerd in 1932 door Barnard.
De soort komt voor in het Afrotropisch gebied.